# InfluxDB
InfluxDB是一个由InfluxData （页面存档备份，存于）开发的开源时序型数据库。它最早由Go写成，后来切换成用Rust编写，着力于高性能地查询与存储时序型数据。InfluxDB被广泛应用于存储系统的监控数据，IoT行业的实时数据等场景。

## 历史
Errplane公司在2013年下半年开始以开源项目的形式开始了InfluxDB的开发。其目的是为了提供一个高性能的监控以及告警的解决方案。在2014年11月，Errplane获得了由梅菲尔德风险投资公司与Trinity Ventures领投的A轮投资，金额高达810万美元。在次年的2015年，Errplane正式更名为InfluxData Inc.，而更名后的InfluxData又分别于2016年9月，2018年2月获得了金额高达1600万美元和3500万美元的B轮，C轮投资。 2019年2月，InfluxData, Inc.完成 Norwest Venture Partners 领投的6000万美元D轮融资，Battery Ventures、Sapphire Ventures、Mayfield Fund、Trinity Ventures等跟投。

## 技术概览
- InfluxDB在技术实现上充分利用了Go语言的特性，无需任何外部依赖即可独立部署[5]。
- InfluxDB提供了一个类似于SQL的查询语言并且一系列内置函数方便用户进行数据查询。
- InfluxDB存储的数据从逻辑上由 Measurement, tag组以及 field组以及一个时间戳组成的：
  - Measurement： 由一个字符串表示该条记录对应的含义。比如它可以是监控数据"cpu_load"，也可以是测量数据"average_temperature"
  - tag组： 由一组键值对组成，表示的是该条记录的一系列属性信息。同样的measurement数据所拥有的tag组不一定相同，它是无模式的(Schema-free)。tag信息是默认被索引的。
  - field组：也是由一组键值对组成，表示的是该条记录具体的value信息(有名称)。field组中可定义的value类型包括：64位整型，64位浮点型，字符串以及布尔型。Field信息是无法被索引的。
  - 时间戳：就是该条记录的时间属性。如果插入数据时没有明确指定时间戳，则默认存储在数据库中的时间戳则为该条记录的入库时间。
- InfluxDB支持基于HTTP的数据插入与查询。同时也接受直接基于TCP或UDP协议的连接.比如下面的示例就显示了一个基于HTTP协议的POST请求的数据插入操作：

```
$curl
 
-i
 
-XPOST
 
'http://localhost:8086/write?db=mydb'
 
--data-binary
 
'cpu_load_short,host=server01,region=us-west value=0.64 1434055562000000000'

```

- InfluxDB允许用户定义数据保存策略(Retention Policies)来实现对存储超过指定时间的数据进行删除[note 2]或者降采样。

## 闭源的集群组件
在向InfluxDB开源社区贡献了一个名为InfluxDB-Relay的高可用套件后。2016年3月，InfluxData宣布他们会将用于支撑InfluxDB集群水平扩展的组件作为闭源产品单独销售，从而为InfluxDB的持续开发建立一个稳定的收入来源。

## 附注
1. ↑  InfluxDB的代码托管于Github。请参见： https://github.com/influxdata/influxdb （页面存档备份，存于）
2. ↑  作为时序型数据库，InfluxDB不提供用户直接删除或更新数据的途径
3. ↑  Influx-relay的代码也托管于Github. 请参见：https://github.com/influxdata/influxdb-relay （页面存档备份，存于）